# Eino Olkinuora
Eino Olkinuora (ur. 11 listopada 1915, zm. 20 października 1941) – fiński biegacz narciarski, złoty medalista mistrzostw świata.

## Kariera
W 1939 roku wystartował na mistrzostwach świata w Zakopanem. Osiągnął tam największy sukces w swojej karierze wspólnie z Paulim Pitkänenem, Olavim Alakulppim i Klaesem Karppinenem zdobywając złoty medal w sztafecie 4x10 km. Do dziś pozostaje najmłodszym fińskim biegaczem, który zdobył złoty medal mistrzostw świata.
Zdobył także złoty medal w sztafecie na mistrzostwach świata w Cortinie d'Ampezzo. Podczas spotkania we francuskim mieście Pau, FIS zadecydowała jednak, że wyniki z tych mistrzostw nie będą wliczane do klasyfikacji ogólnej, gdyż liczba zawodników była zbyt mała.
W czasie wojny radziecko-fińskiej (kontynuacyjnej) w latach 1941-1944 służył w armii fińskiej. Zginął na froncie 20 października 1941 roku.

## Osiągnięcia

### Mistrzostwa świata
| Miejsce | Dzień     | Rok  | Miejscowość | Konkurencja      | Czas biegu | Strata | Zwycięzca |
| ------- | --------- | ---- | ----------- | ---------------- | ---------- | ------ | --------- |
| 1.      | 19 lutego | 1939 | Zakopane    | Sztafeta 4x10 km | 2:08:35 h  | -      | -         |